# 이종숙
이종숙(1937년~2007년)은 대한민국의 바이올린 연주자, 대학교수이다.

## 생애
바이올리니스트 이봉수로부터 처음 바이올린을 시작하게 되었고 그 이후 박민종으로부터 본격적인 수업을 통해 기술적, 음악적 성장을 하여 우리나라에서 체계적인 바이올린을 배운 최초의 여성 바이올리니스트가 되었다. 1952년 임원식의 지휘로 서울대학교 음악대학 교향악단과 Mozart, Mendelsshon 바이올린 콘체르토를 연주하면서 음악계에 데뷔했고 이화여고 재학시 여러 콩쿠르에서 우승 또는 입상을 통해 두각을 나타냈다. 1955년 서울대 재학중 독일로 유학하여 Munchen, Augsburg, Bern에서 Rudolf Koecker와 Max Rostal에게 사사하였다. 졸업 후에는 남서독 챔버오케스트라 수석주자로 연주활동을 하였다. 이후 17년의 독일생활을 마치고 귀국하여 이화여대 교수로 재직하였고, 이후 2003년까지 서울대학교 교수로 재직하면서 수많은 제자를 (이미경 독일 뮌헨음대 교수, 송재광 이화여대 음대교수, 김광군 경원대 음대교수 등) 배출하였으며 다양한 연주활동을 활발히 펼쳤다. 한국 페스티발 앙상블, 서울 챔버 오케스트라 창단 악장으로서 대한민국의 실내악 활동에 기여하였다. 2007년 서울대학교 병원에서 병환으로 별세하였다.

## 학력
- 이화여자고등학교 졸업 (1955)
- 서울대학교 음악대학 재학 중 독일유학 (1956)
- 독일 München 국립음악대학 수학 (1956)
- 독일 Augsburg 국립음악대학 졸업 및 Konzertreise (solist 자격) (1963)
- 스위스 Bern 음대 Max Rostal Meisterclasse 수학 (1970)

## 수상 경력
- 서울대학교 주최 서울음대 중고등학생콩쿨 바이올린부 1등 및 전체특상(문교부장관상) (1952)
- 문교부주최 일반콩쿨 입상 (1954)
- 이화콩쿨 1등 (1954)
- 이화여자고등학교 이화상 수상 (1955)
- 한국 팬클럽 선정 '이달의 음악가상' (1984)
- 월간음악상 (1992)
- 대통령상

## 교육자 경력
- 이화여자대학교 음악대학 교수 역임 (1973-1983)
- 서울대학교 음악대학 교수 역임 (1983-2003)

## 오케스트라 경력
- 독일 Pfälzische Philharmony orchestra 수석 (1963-1964)
- 독일 Südwestdeutsche Kammer orchestra 수석 (1964-1971)
- 서울 챔버 오케스트라 창단 및 악장 역임 (1978-1979)
- 한국 페스티벌 앙상블 창단 멤버 (1986)

## 국제 콩쿠르 심사위원 경력
- 오스트리아 Fritz Kreisler 콩쿨 심사위원 (1987)
- 독일 Spohr 콩쿨 심사위원 (1988)
- 스위스 Max Rostal 콩쿨 심사위원 (1991)
- 스위스 Tibor Varga 콩쿨 심사위원

## 세화음악장학재단 (이종숙 추모 장학재단)
예원학교에서는 매년 가정형편이 어려운 우수학생을 대상으로 이종숙 추모 장학금을 수여하고 있다.